# Cutremurul din Uttarakhand (2017)
Un cutremur cu magnitudinea de 5.1 a lovit India, la adâncimea de 16,1 km, în districtul Rudraprayag, statul Uttarakhand pe 6 februarie 2017.  Seismul a fost simțit în capitala Delhi și în Gurgaon, Punjab și alte părți din nordul Indiei. o persoana s-a rănit, când a făcut scene de panica în apropierea epicentrului. Multe clădiri au crăpat.

## Vedem și
- Lista cu cutremure în 2017
- cutremurul din Tripura

## Referente
1. ↑  „5.8 Magnitude Quake Strikes Uttarakhand, Tremors Felt In Delhi, Punjab, North India”. NDTV. Accesat în 6 februarie 2017.
2. ↑  „Earthquake of magnitude 5.8 jolts Delhi-NCR and northern parts of India”. Abplive.in. 6 februarie 2017. Arhivat din original la 11 august 2017. Accesat în 25 februarie 2017.
3. ↑  „After quake, parties rush to assure support in Rudraprayag”. Hindustan Times. 7 februarie 2017. Accesat în 7 februarie 2017.